# الیسرا
الیسرا (انگلیسی: Elisra) شرکت صنایع جنگ‌افزاری اسرائیلی آمریکایی است، که در سال ۱۹۶۷ تأسیس شد.